# Dravosburg, Pennsylvania
Dravosburg, Pennsylvania (енгл. Dravosburg) град је у америчкој савезној држави Пенсилванија.

## Демографија
По попису из 2010. године број становника је 1.792, што је 223 (-11,1%) становника мање него 2000. године.
| Група             | 2000.         | 2010.         |
| Белци             | 1.981 (98,3%) | 1.676 (93,5%) |
| Афроамериканци    | 10 (0,5%)     | 53 (3,0%)     |
| Азијати           | 0 (0,0%)      | 5 (0,3%)      |
| Хиспаноамериканци | 12 (0,6%)     | 19 (1,1%)     |
| Укупно            | 2.015         | 1.792         |